# Damir Burić (water-polo)
Pour les articles homonymes, voir Damir Burić et Burić.
Damir Burić (né le 2 décembre 1980 à Pula) est un joueur de water-polo international croate.
Champion du monde à Melbourne en 2007, il remporte le titre olympique à Londres en 2012 ainsi que la médaille d'argent lors du tournoi olympique des Jeux olympiques d'été de 2016.

## Palmarès

### En sélection
- Croatie
  - Jeux olympiques :
    - Médaille d'or : 2012.
    - Médaille d'argent : 2016.

  - Championnat du monde
    - Vainqueur : 2007.
    - Finaliste : 2015.
    - Troisième : 2009, 2011.

  - Coupe du monde :
    - Finaliste : 2010.

  - Ligue mondiale :
    - Vainqueur : 2012.
    - Finaliste : 2009.
    - Troisième : 2010 et 2011.

  - Championnat d'Europe :
    - Vainqueur : 2010.
    - Finaliste : 2003.